# Furcaphora caelata
Furcaphora caelata är en fjärilsart som beskrevs av Edward Meyrick 1913. Furcaphora caelata ingår i släktet Furcaphora och familjen stävmalar. Inga underarter finns listade i Catalogue of Life.